# لوك فرينش
لوك فرينش (بالإنجليزية: Luke French)‏ هو لاعب كرة قاعدة أمريكي، ولد في 13 سبتمبر 1985 في سالينا في الولايات المتحدة.

## وصلات خارجية
- لوك فرينش على موقع دوري كرة القاعدة الرئيسي (الإنجليزية)
- لوك فرينش على موقعبيزبول رفرنس.كوم (الدوري الرئيسي) (الإنجليزية)
- لوك فرينش على موقعبيزبول رفرنس.كوم (الدوري الثانوي) (الإنجليزية)
- لوك فرينش على موقع إي إس بي إن.كوم (أم.أل.بي) (الإنجليزية)
- لوك فرينش على موقع مشجعي الرسوم البيانية (الإنجليزية)